# Sandvattnet
Sandvattnet är en sjö i Tanums kommun i Bohuslän och ingår i Strömsåns huvudavrinningsområde. Sjöns area är 0,041 kvadratkilometer och den befinner sig 150 meter över havet.